# Фотохудожник

## Визначення

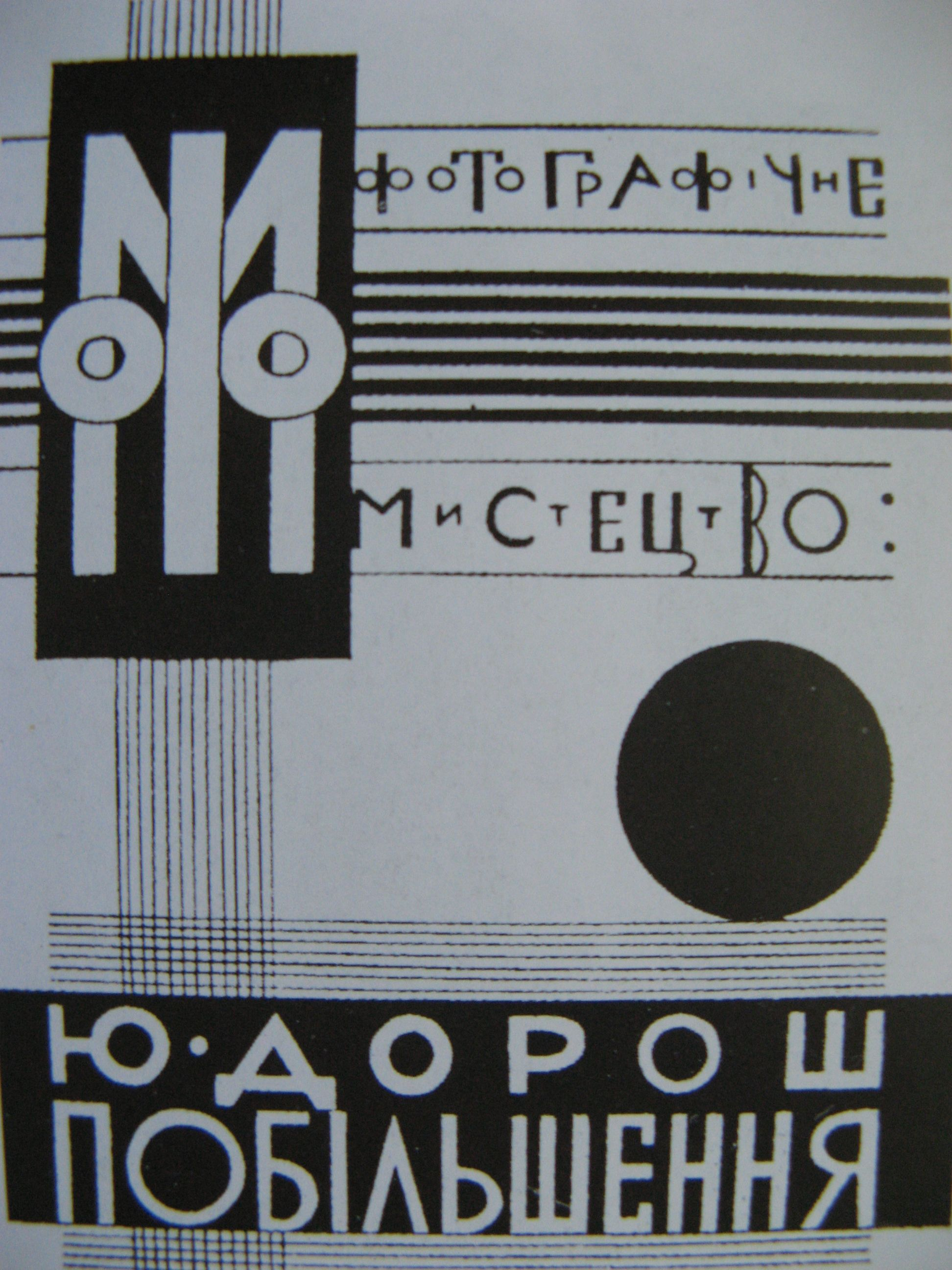
Книга «Побільшення»

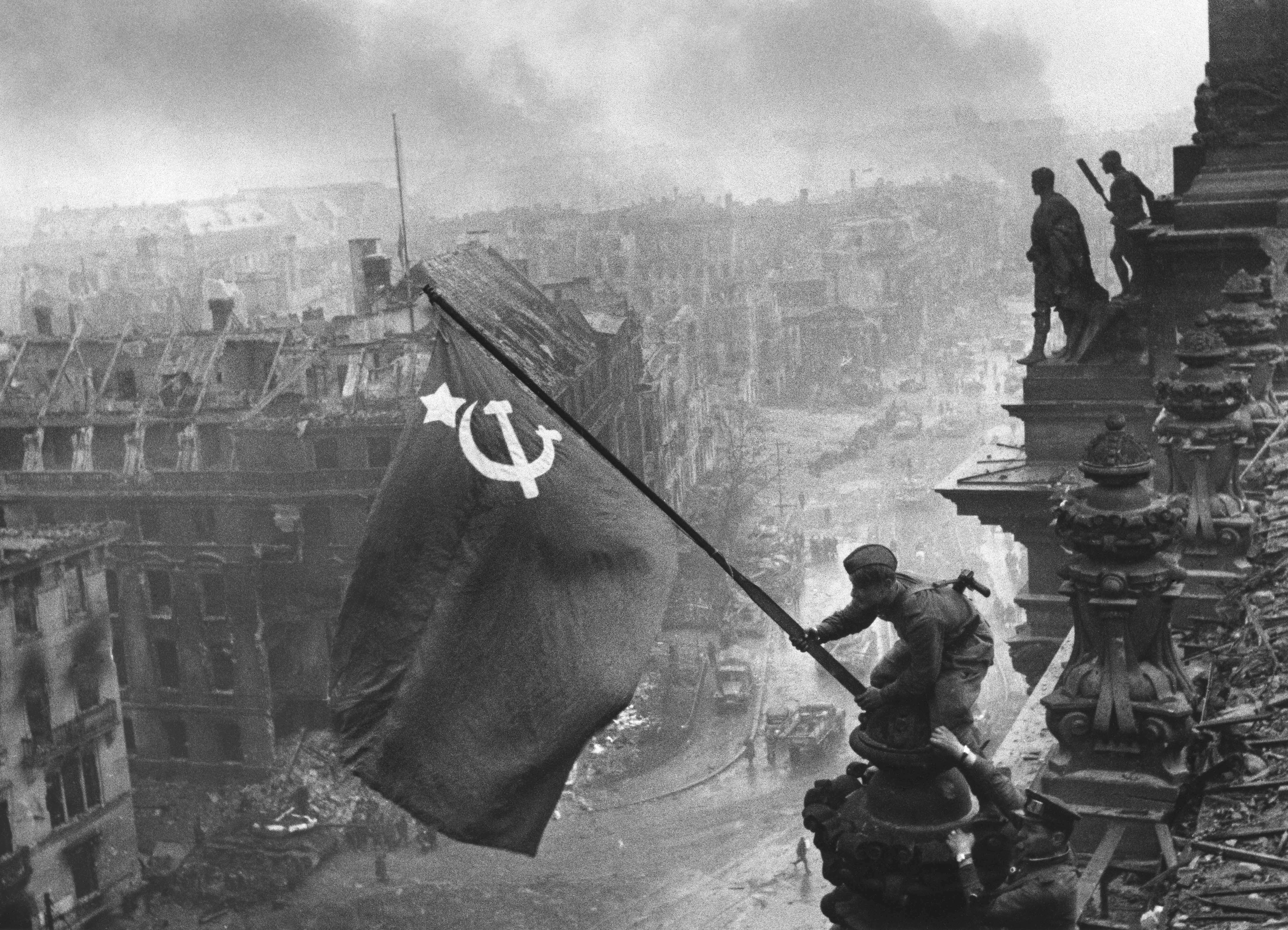
«Прапор Перемоги над Рейхстагом»
Одна з фотографій Євгена Халдея із червоним прапором над рейхстагом. Помилково вважається за встановлення Прапора Перемоги. Насправді зроблена 2 травня 1945

За одним джерелом: «Фотохудожник, це людина, яка створює і росповсюджує фотографії як „мистецтво“», тобто «людина, яка створює художні фотографії».
Незважаючи на те, що завжди протиставлялася художня фотографія фотографії журналістській, комерційній (рекламній), побутовій — світлини, створені в цих сферах людської діяльності, нерідко ставали творами мистецтва.
Хоча, як стверджується в іншому: «визначення й оцінка мистецтва як явища була і залишається предметом дискусій». Природу мистецтва нерідко вважають «найневловимішою з усіх загадок людської культури».
Сучасні фотохудожники, які використовують цифрові фотокамери і комп'ютерну обробку, відносять свої твори до медіа-мистецтва.

## Фотохудожники України
Історія фотографії України налічує досить значну кількість видатних постатей. Тут доводиться обмежитися тільки найпомітнішими.
Розвиток фотографії в Україні почався ще наприкінці XIX століття. У 1930-і роки створені перші професійні об'єднання художників, спочатку в західних землях.
Серед активних діячів світлопису (фотографії) можна виділити Ярослава Савку — пропагандиста української фотографії, співорганізатора першого українського фотографічно-мистецького часопису «Світло й тінь» — фотографії Я. Савки відзначалися технічною довершенністю, художністю та незвичайними ракурсами — а також Юрія Дороша — автора книг «Підручник фотоаматора» та «Побільшення».
З воєнного і повоєнного періоду слід назвати таких фотомайстрів, як Якова Давидзона — лауреата Національної премії України імені Тараса Шевченка (1977) та Євгена Халдея (народився в Донецьку), автора всесвітньо відомих фотографій «Прапор над рейхстагом» і «Регулювальниця» (регулювала рух транспорту в Берліні у травні 1945-го, поруч із рейхстагом).
Протягом останніх десятиліть у суспільному інформаційному просторі відбулося піднесення фотографії і визнання її одним із найактуальніших мистецтв. У цей час на світову художню сцену вийшло нове покоління фотографів, що репрезентували себе як художники, а світлопис — як високе мистецтво.
До цієї когорти, без сумніву, належать Сергій Братков, Борис Михайлов, Василь Рябченко, Антон Соломуха,  Юрій Косін.

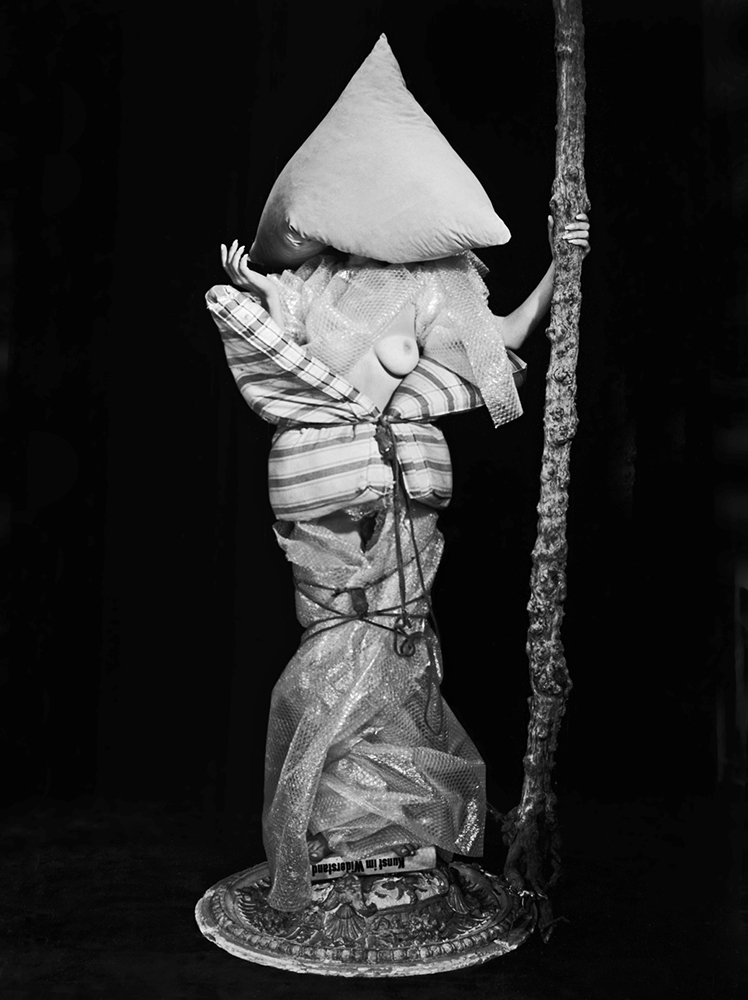
Василь Рябченко. "Naked Dream", фотографія, 1995

- Василь Рябченко[6] з початку 1970-х  активно експериментує з фотографією. Використовує фотофіксацію імпровізацій за участю предметів і людського тіла, в компонуванні яких художник використовує «порожнистість» і асиметрію, властиву східної традиції.[7] Свої фотографії Василь Рябченко часто використовує в інсталяціях і колажі, а також застосовує їх в якості матеріала при написанні живописних робіт і створення цифрової графіки.[8]

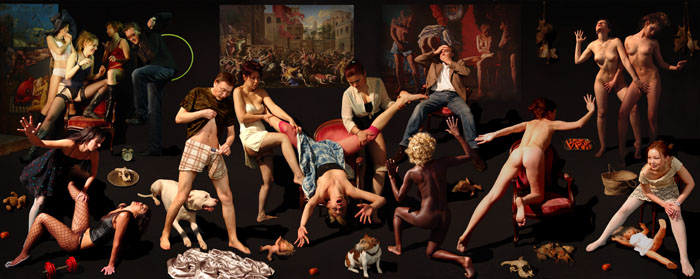
Антон Соломуха. "Червоний Капелюшок відвідала Лувр" (2008)

- Антон Соломуха. "Червоний Капелюшок відвідала Лувр" (2008)Українсько-французький фотохудожник Антон Соломуха, член НАМУ. Відомий відкриттям нового жанру в сучасній фотографії — «фото-живопису», у своїх багатофігурних мізансценах об'єднує фотографічне зображення із живописними пошуками.
- Борис Михайлов —  вважається класиком сучасної фотографії. Мистецтво Михайлова має концептуальний та соціально-документальний характер. Його твори документують зміни в побуті та суспільстві, які відбувалися у пізньому СРСР та після його розпаду. Лауреат престижної премії фундації Хассельблада (1994), його альбом «Незакінчена дисертація» увійшов у десяток найкращих фотоальбомів світу (англ. Kraszna-Krausz Book Award).
- Валерій Решетняк — український фотограф, співзасновник фотографічного об'єднання «Погляд»[9] (разом з Ритою Островською та іншими), співзасновник НСФХУ. Лауреат кількох національних фотоконкурсів. Відомій добіркою в соціальній фотографії за радянських часів та успішною кар'єрою в комерційній фотографії як то оздобрення альбомів Руслани Лижичко, гурту Скрябін і інших.

Помітні також фотохудожники Кирило Горішний, Анатолій Мізерний, Михайло Палінчак, Степан Назаренко, Олександр Супрун, Орест Лижечка, Микола Тикланюк та інші.
У 1989 році створена Національна спілка фотохудожників України (НСФХУ), яка стала членом Міжнародної Федерації Фотомистецтва, і нині налічує більше 700 митців. Про творчі здобутки членів Спілки свідчать їхні численні нагороди та відзнаки. У престижних вітчизняних та зарубіжних фотоконкурсах вони завоювали понад 3000 різних нагород. Рекордсменом є Заслужений працівник культури України Євген Комаров (Ялта), який здобув понад 330 міжнародних нагород, серед яких 40 золотих медалей.
Творча діяльність Спілки спрямована на розвиток та популяризацію у світі української фотографії, в тому числі художньої фотографії. З цією метою НСФХУ активно займається організацією та проведенням національних і міжнародних фотоконкурсів, масштабних фотосалонів та виставок, влаштовує навчальні семінари та майстер-класи. та інші.
Окрім постановочних та спонтанних фотографій  фотохудожники  широко використовують фотомонтаж. В цьому жанрі відомі роботи Сергія Святченко, Рафаеля Левчина, Арсена Савадова, Олени Голуб, Володимира Харченко, Миколи Недзельского, та ін.